# Захарьино (Вытегорский район)
Захарьино — деревня в Вытегорском районе Вологодской области.
Входит в состав Анхимовского сельского поселения, с точки зрения административно-территориального деления — в Анхимовский сельсовет.
Расположена при впадении реки Тагажма в Вытегорское водохранилище. Расстояние по автодороге до районного центра Вытегры — 16 км, до центра муниципального образования посёлка Белоусово — 6 км. Ближайшие населённые пункты — Боярское, Житное, Патрово.
По переписи 2002 года население — 60 человек (31 мужчина, 29 женщин). Всё население — русские.
Комплекс застройки деревни — памятник архитектуры, также памятниками архитектуры являются дом Глазовых и баня.